# Pro*Whoa!
Pro*Whoa (stilizzato PRO★Whoa!) è l'ottavo album studio della cantante Nikka Costa, pubblicato dalla Go Funk Yourself Records il 21 giugno 2011.

## Tracce
1. Pro*Whoa! – 3:40
2. Never Wanna C U Again – 3:56
3. Not The Only One – 5:01
4. Head First – 5:26
5. Nylons In A Rip – 4:20
6. Everybody Loves You When You're Dead – 4:42
7. Ching Ching Ching – 3:33
8. Stuff – 4:02
9. Song For Stadiums – 4:40
10. Joshua – 3:57
11. Chase The Thrill – 5:51
12. Maybe Baby – 4:07
13. Radio – 5:01
14. I Got You – 2:23
15. Live B4 We Die – 3:17

### Versione strumentale
1. Pro*Whoa! (Instrumental) – 3:34
2. Never Wanna C U Again (Instrumental) – 4:08
3. Not The Only One (Instrumental) – 5:03
4. Head First (Instrumental) – 5:25
5. Nylons In A Rip (Instrumental) – 4:27
6. Everybody Loves You When You're Dead (Instrumental) – 4:47
7. Ching Ching Ching (Instrumental) – 3:47
8. Stuff (Instrumental) – 4:03
9. Song For Stadiums (Instrumental) – 5:24
10. Joshua (Instrumental) – 3:57
11. Chase The Thrill (Instrumental) – 5:40
12. Maybe Baby (Instrumental) – 3:32
13. Radio (Instrumental) – 5:13
14. I Got You (Instrumental) – 2:21